# Подольский район (Киев)
Подольский район (укр. Подільський район) — один из десяти районов столицы Украины, города Киева.
В состав района входят массив Ветряные горы, Виноградарь, Синеозёрный, Цветоводство, Рыбальский остров, Мостицкий массив и центральная часть — Подол. На Подоле находится холм Юрковица. Эта местность, по мнению В. Б. Антоновича и П. П. Толочко, была третьим образовывающим Киев пунктом — Хоривицей. В 60-е годы XX века Е. В. Максимовым и В. Д. Дяденко были обнаружены следы человеческой деятельности и поселения каменного века (Кирилловская стоянка), чернолесской культуры, зарубинецкой культуры и древнерусского периода. C городищем на Юрковице связан могильник (известен в историографии как Некрополь II), который тянется вдоль подножия Кирилловских высот. Обряд погребения идентичен могильнику на Старокиевской горе, находящемуся в Шевченковском районе. Поселение Х —начала XI века на Юрковице (Лысой горе) являлось форпостом, защищавшим Киев с северо-запада. На правом высоком берегу Днепра на останце находится Замковая гора. Во второй половине IX века неукреплённое поселение лука-райковецкой культуры на Замковой горе имело площадь 2,5 га. Его кольцом опоясывали другие крайне небольшие лука-райковецкие поселения: селище Кудрявец с запада, селище на холме Детинка и городище на Старокиевской горе (1,5 га) с юга, селище на горе Воздыхальница с востока.

## История
Как административная единица, создан в 1921 году на территории одной из самых древних и самых больших частей Киева — Подоле. В мае 2001 года район отметил 80-летие местного самоуправления.

## Население

### Языковой состав
Родной язык населения по данным переписи 2001 года:
| Язык       | Численность, чел. | Доля     |
| ---------- | ----------------- | -------- |
| Украинский | 131 287           | 73,94 %  |
| Русский    | 44 446            | 25,03 %  |
| Другое     | 1 830             | 1,03 %   |
| Итого      | 177 563           | 100,00 % |

## Промышленность
На территории района находится около 50 производственных предприятий, среди которых некоторые с мировым именем: ЗАО Киевский завод шампанских вин «Столичный», ЗАО «Пивзавод на Подоле», ЗАО «Киевский витаминный завод», ОАО «Фармак».